# 이케우치 도모히코
이케우치 도모히코(일본어: 池内 友彦, 1977년 11월 1일 ~ )는 일본의 전 축구 선수이다.

## 구단 경력
과거 가시마 앤틀러스, CFZ, 콘사돌레 삿포로에서 활동하였다.